# ملكة جمال الولايات المتحدة الأمريكية 2010
ملكة جمال الولايات المتحدة الأمريكية 2010 (بالإنجليزية: Miss USA 2010)‏ هي مسابقة ملكة جمال الولايات المتحدة الأمريكية التاسعة والخمسين في تاريخ مسابقة ملكة جمال الولايات المتحدة الأمريكية، منذ انطلاقتها عام 1952، عقدت مسابقة في مسرح زابوس في منتجع وكازينو بلانيت هوليوود لاس فيغاس، نيفادا في 16 مايو 2010. في نهاية هذا الحدث تم تتويج ريما فقيه من ميشيغان بمسابقة ملكة جمال الولايات المتحدة الأمريكية 2010 من قبل كريستين دالتون من ولاية كارولينا الشمالية.
مثلت فقيه الولايات المتحدة في مسابقة ملكة جمال الكون 2010 في لاس فيغاس في 23 أغسطس 2010 , لكنها لم تتقدم إلى دور نصف النهائي؛ وبذلك أصبحت رابع ملكة جمال الولايات المتحدة الأمريكية في تاريخ مسابقات ملكة جمال الكون (آخر مرة كانت شانتاي هينتون في عام 2002).
تنافس ممثلو الولايات الخمسين ومقاطعة كولومبيا على اللقب المسابقة، التي تم بثها مباشرة على شبكة إن بي سي. كان فوز فقيه مثيرًا للجدل بإدعاء التحيز في توجيه مسابقة ملكة جمال الولايات المتحدة الأمريكية بعد أن دفع مورجان إليزابيث وولارد، الذي كان في المركز الثاني، عن مشروع قانون الهجرة غير القانوني لأريزونا.
قدم المسابقة كل من الشيف الأسترالي الشهير كورتيس ستون والمراسلة الصحفية نتالي موراليز، شارك التقديم بواسطة جوان ريفرز وابنتها ميليسا ريفرز. عزف فرق البوب روك بويز لايكز غيرلز أثناء مسابقة ملابس السباحة وقام نجم موسيقى الريف تريس أدكينز بأداء خلال مسابقة ثوب المساء. ستون، أدكنز، جوان وابنتها ميليسا ظهروا جميعًا في برنامج دونالد ترامب المشهور على التلفاز ذا سيليبريتي أبرينتايس.
استضافت كريستين دالتون وشيت بوكانان العرض التقديمي.
لأول مرة، تم بث المسابقة التمهيدية على الهواء مباشرة عبر يوستريم في 12 مايو 2010، وذلك بعد مجموعة سابقة في مسابقة ملكة جمال الكون لعام 2009. لفتت مسابقة ملكة جمال العالم لعام 2010 إشعار المعلقين المحافظين لإطلاقهم مجموعة من الصور الترويجية «الغريبة والمكشوفة».
عقدت مسابقة ملكة لاختيار ممثل لكل ولاية بين يونيو 2009 ويناير 2010. خلال العرض النهائي في 16 مايو، تم الإعلان عن المندوبين الخمسة عشر الذين حصلوا على أعلى متوسط درجة من المنافسة الأولية. تنافس الخمسة عشر الأوائل في مسابقة ملابس السباحة. تنافس أفضل عشرة مندوبين من ملابس السباحة في ثوب المساء. تنافس المندوبون الخمسة الأوائل من مسابقة العباءات المسائية (وليس متوسط الدرجات المركبة من كلتا المسابقتين) في جولة الأسئلة النهائية لتحديد الفائز. تم عرض نتيجة الحكام المركبة بعد كل جولة من المنافسة للمرة الرابعة منذ عام 2002.

## النتائج

### المراكز النهائية
| جائزة                                     | متنافسة |
| ----------------------------------------- | --- |
| ملكة جمال الولايات المتحدة الأمريكية 2010 | - ميشيغان - ريما فقيه |

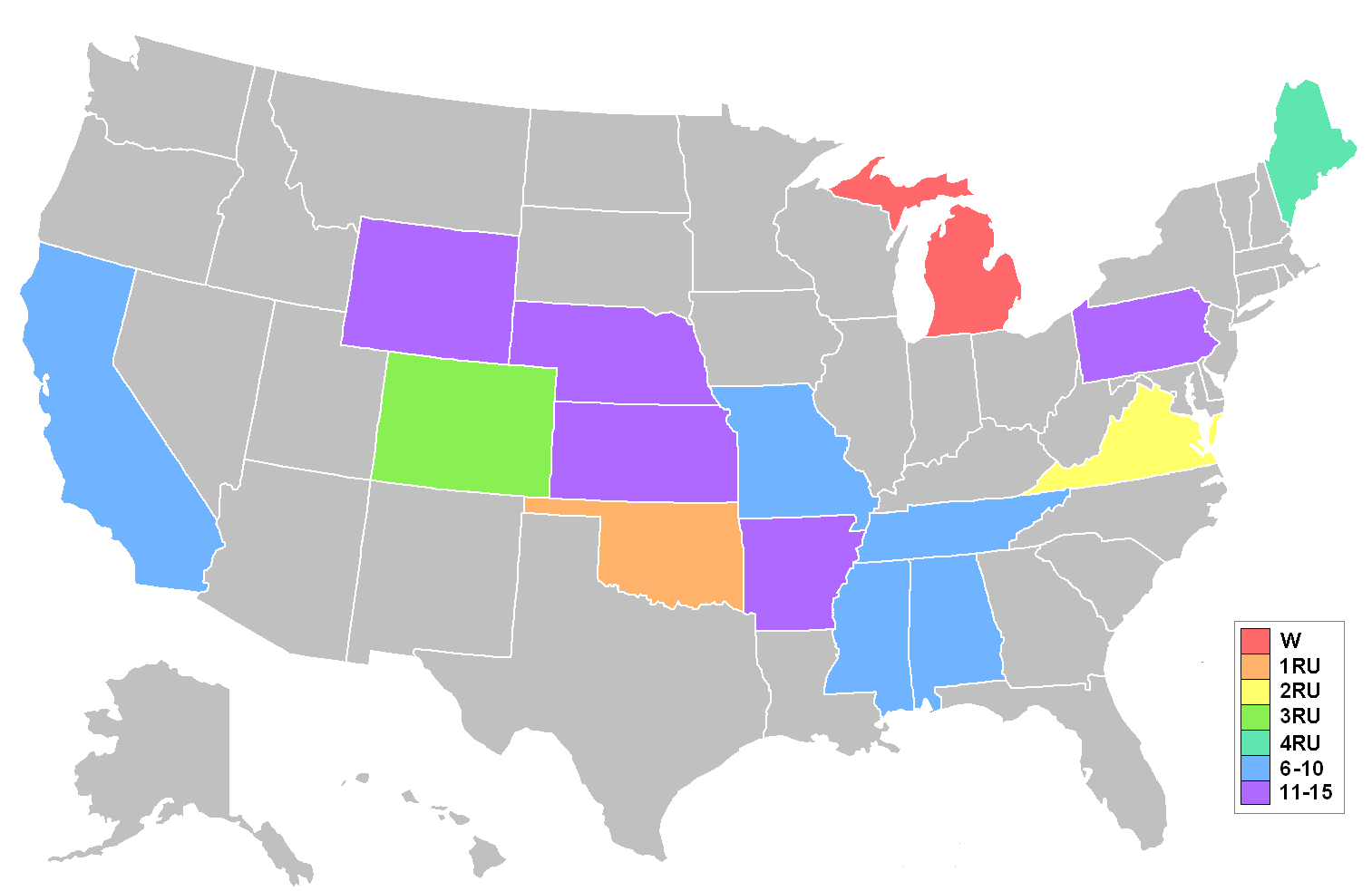
خريطة توضح المراكز المتنافسة في مسابقة ملكة جمال الولايات المتحدة الأمريكية 2010.

| الوصيفة الأولى                            | - أوكلاهوما - مورغان وولارد                                                                                                 |
| الوصيفة الثانية                           | - فرجينيا - سامانثا كاسي |
| الوصيفة الثالثة                           | - كولورادو - جيسيكا هارتمان                                                                                                 |
| الوصيفة الرابعة                           | - مين - كاتي ويتير |
| أفضل 10                                   | - ألاباما - أودري مور - كاليفورنيا - نيكول جونسون - ميسيسيبي - بريان باندر - ميزوري - آشلي سترومير - تينيسي - تاكر بيري     |
| أفضل 15                                   | - أركنساس - أدرييل تشرشل - كانساس - بيثاني غيربر - نبراسكا - بيليندا رايت - بنسيلفانيا - جينا سيريلي - وايومنغ - كلير شرينر |

### جوائز خاصة
| جائزة              | متنافسة                  |
| ------------------ | ------------------------ |
| ملكة جمال اللطافة  | - نبراسكا - بيليندا رايت |
| ملكة جمال الجاذبية | - ألاباما - أودري مور    |

### النتائج النهائية
| \| الولاية \| ملابس السباحة \| فستان السهرة \| \| ----------- \| ------------- \| ------------ \| \| كولورادو \| 9.183 (2) \| 9.313 (1) \| \| أوكلاهوما \| 9.098 (3) \| 9.188 (2) \| \| مين \| 9.242 (1) \| 8.868 (3) \| \| ميشيغان \| 8.325 (9) \| 8.845 (4) \| \| فرجينيا \| 8.733 (5) \| 8.675 (5) \| \| تينيسي \| 8.965 (4) \| 8.650 (6) \| \| ألاباما \| 8.457 (7) \| 8.567 (7) \| \| ميسيسيبي \| 8.312 (10) \| 8.475 (8) \| \| كاليفورنيا \| 8.545 (6) \| 8.317 (9) \| \| ميزوري \| 8.440 (8) \| 8.248 (10) \| \| وايومنغ \| 8.273 (11) \| \| \| بانسيلفانيا \| 8.160 (12) \| \| \| كانساس \| 8.158 (13) \| \| \| نبراسكا \| 8.093 (14) \| \| \| أركنساس \| 7.750 (15) \| \| | ملكة جمال الولايات المتحدة الأمريكية 2010 الوصيفة الأولى الوصيفة الثانية الوصيفة الثالثة الوصيفة الرابعة أفضل 10 النهائي أفضل 15 نصف النهائي (#) الترتيب في كل جولة من المنافسة |              |
| الولاية | ملابس السباحة | فستان السهرة |
| كولورادو | 9.183 (2) | 9.313 (1)    |
| أوكلاهوما | 9.098 (3) | 9.188 (2)    |
| مين | 9.242 (1) | 8.868 (3)    |
| ميشيغان | 8.325 (9) | 8.845 (4)    |
| فرجينيا | 8.733 (5) | 8.675 (5)    |
| تينيسي | 8.965 (4) | 8.650 (6)    |
| ألاباما | 8.457 (7) | 8.567 (7)    |
| ميسيسيبي | 8.312 (10) | 8.475 (8)    |
| كاليفورنيا | 8.545 (6) | 8.317 (9)    |
| ميزوري | 8.440 (8) | 8.248 (10)   |
| وايومنغ | 8.273 (11) |              |
| بانسيلفانيا | 8.160 (12) |              |
| كانساس | 8.158 (13) |              |
| نبراسكا | 8.093 (14) |              |
| أركنساس | 7.750 (15) |              |

## المتسابقات
| الولاية            | اسم المتسابقة      | بلد المنشأ                   | العمر | الطول | المركز                     | جائزة              | ملاحظات |
| ألاباما            | أودري مور          | برمنغهام (ألاباما)           | 20    | 5'8"  | من ضمن أفضل 10 متنافسة     | ملكة جمال الجاذبية | |
| ألاسكا             | سارة تمبل          | إيغل ريفير                   | 21    | 6'0"  |                            |                    | شقيقة فيرونيكا تمبل ملكة جمال مراهقات ألاسكا المتميزات 2009 |
| أريزونا            | بريتاني بيل        | تشاندلر                      | 22    | 5'8"  |                            |                    | راقصة تشجيع فريق فينيكس صنز لكرة السلة، في وقت لاحق ملكة جمال الكون غوام 2014 |
| أركنساس            | أدرييل تشرشل       | دوفر (أركنساس)               | 24    | 5'8"  | من ضمن أفضل 15 متنافسة     |                    | ملكة جمال وطني الحبيب 2005 |
| كاليفورنيا         | نيكول جونسون       | ويستلاك فيلاج (كاليفورنيا)   | 24    | 5'7"  | من ضمن أفضل 10 متنافسة     |                    | |
| كولورادو           | جيسيكا هارتمان     | بويبلو (كولورادو)            | 19    | 5'10" | الوصيفة الثالثة            |                    | فازت ملكة جمال إنتركونتيننتال في أكتوبر 2011 |
| كونيتيكت           | اشلي بيكفورد       | تورينغتون (كونيتيكت)         | 25    | 5'8"  |                            |                    | ملكة جمال مراهقات كونيتيكت الولايات المتحدة الأمريكية عام 2002، ومن ضمن أفضل 10 في ملكة جمال مراهقات أمريكا 2002. سابقًا ملكة جمال رود آيلاند 2007 وفائزة ملابس السباحة الأولية وملكة جمال فوتوجونيك في ملكة جمال أمريكا 2008. |
| ديلاوير            | جولي سيترو         | ويلمنغتون (ديلاوير)          | 26    | 5'8"  |                            |                    | |
| مقاطعة كولومبيا    | ماكنزي غرين        | واشنطن العاصمة               | 21    | 5'11" |                            |                    | |
| فلوريدا            | ميغان كليمنتي      | أورلاندو (فلوريدا)           | 26    | 5'6"  |                            |                    | راقصة تشجيع فريق أورلاندو ماجيك |
| جورجيا             | كاسادي لانس        | سافانا (جورجيا)              | 25    | 5'8"  |                            |                    | سابقا ملكة جمال مراهقات جورجيا الولايات المتحدة الأمريكية 2003 |
| هاواي              | رينيه نوبريغا      | هاليوا                       | 26    | 5'10" |                            |                    | |
| أيداهو             | جيسكا هيلوينكل     | بويسي                        | 19    | 5'7"  |                            |                    | |
| إلينوي             | اشلي براداريش      | هومير غلين                   | 24    | 5'8"  |                            |                    | أخت كارلين براداريك، ملكة جمال ولاية أيوا الأمريكية 2014 |
| إنديانا            | أليسون بيلي        | نورث فيرنون                  | 21    | 5'6"  |                            |                    | |
| أيوا               | كاثرين كونورز      | بيتيندورف                    | 20    | 5'8"  |                            |                    | مشجعة فريق أتلانتا هوكس |
| كانساس             | بيثاني غيربر       | وينفيلد (كانساس)             | 21    | 5'9"  | من ضمن أفضل 15 متنافسة     |                    | ظهرت في يناير 2011 عدد مجلة مهندس صناعي عن دورها في الاحتفاظ باللقب. |
| كنتاكي             | كيندرا كلارك       | ماونت واشنطن                 | 20    | 5'6"  |                            |                    | |
| لويزيانا           | سارة بروكس         | لافاييت (لويزيانا)           | 22    | 5'8"  |                            |                    | |
| مين                | كاتي ويتير         | نيو غلويسستر (مين)           | 26    | 6'1"  | الوصيفة الرابعة            |                    | |
| ماريلاند           | سيمون فيلدمان      | نورث بوتوماك                 | 23    | 5'9"  |                            |                    | |
| ماساتشوستس         | لاسي ويلسون        | بوسطن                        | 26    | 5'10" |                            |                    | سابقا ملكة جمال مراهقات إلينوي الولايات المتحدة الأمريكية 2002 |
| ميشيغان            | ريما فقيه          | ديربورن (ميشيغان)            | 24    | 5'9"  | ملكة جمال الولايات المتحدة |                    | ولدت في لبنان |
| مينيسوتا           | كورتني باسارا      | دولوث                        | 20    | 5'9"  |                            |                    | |
| ميسيسيبي           | بريان باندر        | ماونت أوليف (مسيسيبي)        | 20    | 5'7"  | من ضمن أفضل 10 متنافسة     |                    | |
| ميزوري             | اشلي سترومير       | جفرسون سيتي (ميزوري)         | 21    | 5'8"  | من ضمن أفضل 10 متنافسة     |                    | |
| مونتانا            | آني أنسيث          | بيلينغز                      | 20    | 5'5"  |                            |                    | |
| نبراسكا            | بيليندا رايت       | سكوتيا (نبراسكا)             | 21    | 5'6"  | من ضمن أفضل 15 متنافسة     | ملكة جمال اللطافة  | |
| نيفادا             | جوليانا إيرديز     | رينو                         | 25    | 5'8"  |                            |                    | سابقا ملكة جمال نيفادا 2008 |
| نيوهامبشير         | نيكول هودي         | مانشستر (نيوهامبشير)         | 24    | 5'7"  |                            |                    | |
| نيو جيرسي          | شيناوا غرين        | اتكو                         | 24    | 5'11" |                            |                    | |
| نيومكسيكو          | روزان أغيلار       | سنلاند بارك (نيومكسيكو)      | 24    | 5'8"  |                            |                    | شقيقة رايلين أغيلار، ملكة جمال نيو مكسيكو الولايات المتحدة الأمريكية 2008 وملكة جمال مراهقات نيو مكسيكو الولايات المتحدة الأمريكية 2000.                                                                                      |
| نيويورك            | دافينا ريفز        | هارلم                        | 26    | 5'9"  |                            |                    | |
| كارولاينا الشمالية | نادية موفيت        | هاي بوينت                    | 22    | 5'7"  |                            |                    | |
| داكوتا الشمالية    | تايلور كيرنز       | فارغو                        | 20    | 5'7"  |                            |                    | سابقا ملكة جمال مراهقات داكوتا الشمالية الولايات المتحدة الأمريكية 2007 |
| أوهايو             | أماندا تمبل        | سانت برنارد                  | 20    | 5'10" |                            |                    | |
| أوكلاهوما          | مورغان وولارد      | مور (أوكلاهوما)              | 21    | 5'9"  | الوصيفة الأولى             |                    | سابقا ملكة جمال مراهقات أوكلاهوما الولايات المتحدة الأمريكية عام 2006، ومن ضمن أفضل 15 متنافسة في ملكة جمال مراهقات أمريكا 2006.                                                                                              |
| أوريغون            | كيت بول            | ميتشل (أوريغون)              | 24    | 5'5"  |                            |                    | |
| بنسيلفانيا         | جينا سيريلي        | غرينسبورج                    | 24    | 5'8"  | من ضمن أفضل 15 متنافسة     |                    | |
| رود آيلاند         | كريستينا بريمافيرا | ناراغانسيت (رود آيلاند)      | 23    | 5'9"  |                            |                    | سابقا ملكة جمال مراهقات رود آيلاند في الولايات المتحدة الأمريكية 2003 |
| كارولاينا الجنوبية | راشيل لو           | غرينفيل (كارولاينا الجنوبية) | 21    | 5'8"  |                            |                    | |
| داكوتا الجنوبية    | إميلي ميلر         | أيرين                        | 22    | 5'8"  |                            |                    | |
| تينيسي             | تاكر بيري          | فرانكلين (تينيسي)            | 21    | 5'10" | من ضمن أفضل 10 متنافسة     |                    | |
| تكساس              | كيلسي مور          | إل باسو (تكساس)              | 19    | 6'1"  |                            |                    | |
| يوتا               | كاتيا فينشتاين     | سنترفيل (يوتا)               | 20    | 5'8"  |                            |                    | سابقا ملكة جمال مراهقات يوتا الولايات المتحدة الأمريكية 2008 |
| فيرمونت            | نيدليس أورتيز      | إسيكس (فيرمونت)              | 20    | 5'6"  |                            |                    | |
| فرجينيا            | سامانثا كاسي       | مقاطعة كلبيبر (فيرجينيا)     | 21    | 5'9"  | الوصيفة الثانية            |                    | سابقا ملكة جمال مراهقات فرجينيا الولايات المتحدة الأمريكية 2006 والوصيف الثالثة في مسابقة ملكة جمال مراهقات أمريكا 2006 |
| واشنطن             | تريسي تيرنر        | سياتل                        | 24    | 6'2"  |                            |                    | الأخت التوأم تارا تيرنور، ملكة جمال واشنطن الولايات المتحدة 2009. |
| فيرجينيا الغربية   | إيريكا غولدسميث    | مينرال ويلز                  | 23    | 5'4"  |                            |                    | |
| ويسكونسن           | كورتني لين لوبيز   | فرانكسفيل                    | 20    | 5'7"  |                            |                    | سابقا ملكة جمال مراهقات ويسكونسن الولايات المتحدة الأمريكية 2008 |
| وايومنغ            | كلير شرينر         | جيليت (وايومنغ)              | 23    | 5'8"  | من ضمن أفضل 15 متنافسة     |                    | |

### حكام التصفيات
- بيلي كازيسكو
- تشيب لايتمان
- كولين غريللو
- جاي مكتر
- لي روسيني
- ريتش ثوربر
- سكوت لوشموس

### حكام النهائي
- كارميلو أنطوني - لاعب فريق دنفر ناغتس لكرة السلة الذي فاز بميدالية أولمبية مرتين.
- تارا كانر - ملكة جمال الولايات المتحدة الأمريكية 2006 من كنتاكي
- بولا دين - مؤلف الأكثر مبيعًا، رئيس الطهاة ومجموعة من أربعة عروض على شبكة فود نوتورك.
- أوسكار نونيز - سلسلة من المسلسلات الكوميدية الشهيرة «المكتب».
- فيل روفين - رجل الأعمال الأمريكي وعقار العقارات.
- سو يالوف شوارتز - محرر أزياء تنفيذي عام لـ غلامور.
- ميلانيا ترامب - عارضة أزياء ظهرت في أغلفة متعددة للمجلات بما في ذلك فوغ ومجلة سبورتس اليستريتد سويم سووت ايشيوز .
- جوني وير - متزلج الرقم ثلاث مرات بطل الوطني والأولمبي.

## موسيقى خلفية

### تمهيدي
- الأداء الخاص: "Soundcheck" لشون فان دير ويلت

### بث تلفزيوني
- المتسابقون مقدمة: تليفون (أغنية)" ليدي غاغا يضم بيونسيه و " Tik Tok  [لغات أخرى]‏ "بواسطة Ke $ ha (موسيقى خلفية)
- مسابقة ملابس السباحة: Heart Heart Heartbreak من تأليف Boys Like Girls (أداء حي)
- مسابقة فستان السهرة: This Ain't No Love Song بقلم تريس أدكينز (أداء حي)

## عمليات الانتقال
سبق أن شارك عشرة مندوبين في مسابقة ملكة جمال مراهقات الولايات المتحدة الأمريكية أو مسابقة ملكة جمال أمريكا، بما في ذلك من شاركوا في كليهما المسابقتين.
- تسعة مندوبين سبق لهم الفوز بلقب ملكة جمال مراهقات الولايات المتحدة الأمريكية هم:
  - آشلي بيكفورد (كونيتيكت) - ملكة مراهقات كونيتيكت الولايات المتحدة الأمريكية 2002 (أفضل 10 متسابقين في الدور نصف النهائي في ملكة جمال مراهقات الولايات المتحدة الأمريكية 2002)، ملكة جمال رود آيلاند 2007
  - لاسي ويلسون (ماساتشوستس) - ملكة جمال مراهقات إلينوي الولايات المتحدة الأمريكية 2002
  - كاسادي لانس (جورجيا) - ملكة جمال مراهقات جورجيا الولايات المتحدة الأمريكية 2003
  - كريستينا بريمافيرا (رود آيلاند) - ملكة جمال مراهقات رود آيلاند في الولايات المتحدة الأمريكية 2003
  - مورغان وولارد (أوكلاهوما) - ملكة جمال مراهقات أوكلاهوما الولايات المتحدة الأمريكية 2006 (من أفضل 15 في ملكة جمال مراهقات الولايات المتحدة الأمريكية 2006)
  - سامانثا كاسي (فرجينيا) - ملكة جمال مراهقات فرجينيا الولايات المتحدة الأمريكية 2006 (الوصيفة الثالث في ملكة جمال مراهقات الولايات المتحدة الأمريكية 2006)
  - تايلور كيرنز (داكوتا الشمالية) - ملكة جمال مراهقات داكوتا الشمالية الولايات المتحدة الأمريكية 2007
  - كاتيا فاينشتين (يوتا) - ملكة جمال مراهقات يوتا الولايات المتحدة الأمريكية 2008
  - كورتني لوبيز (ويسكونسن) - ملكة جمال مراهقات ويسكونسن الولايات المتحدة الأمريكية 2008

المندوبون الذين سبق لهم الحصول على لقب ملكة جمال أمريكا هم:
- - اشلي بيكفورد (كونيتيكت) - ملكة جمال مراهقات كونيتيكت الولايات المتحدة الأمريكية 2002 (أفضل 10 نصف النهائي في ملكة جمال مراهقات الولايات المتحدة الأمريكية 2002)، ملكة جمال ولاية رود آيلاند 2007
  - جوليانا إيرديز (نيفادا) - ملكة جمال نيفادا 2008